# 粒度运算
粒度運算（英語：granular computing）是一種新興的信息處理運算模型。它涉及到複雜信息實體（即信息粒）的處理，包括數據的抽象化還有從信息推導知識的過程。一般來說，信息粒通常是數值層面上的實體集合，它們以相似性、功能的近似性、不可辨別性及一致性等指標來進行整合。
目前，粒度運算只有較多的理論觀點而尚未形成一套完整的方法。從理論觀點看，它提倡通過不同的解像度或尺度，對數據中出現的知識進行認知以及探索。在這個意義上來講，粒度運算包含了所有能夠在提取及表示知識或信息的尺度中，提供靈活性和適應性的所有方法。